# Carloway Free Church

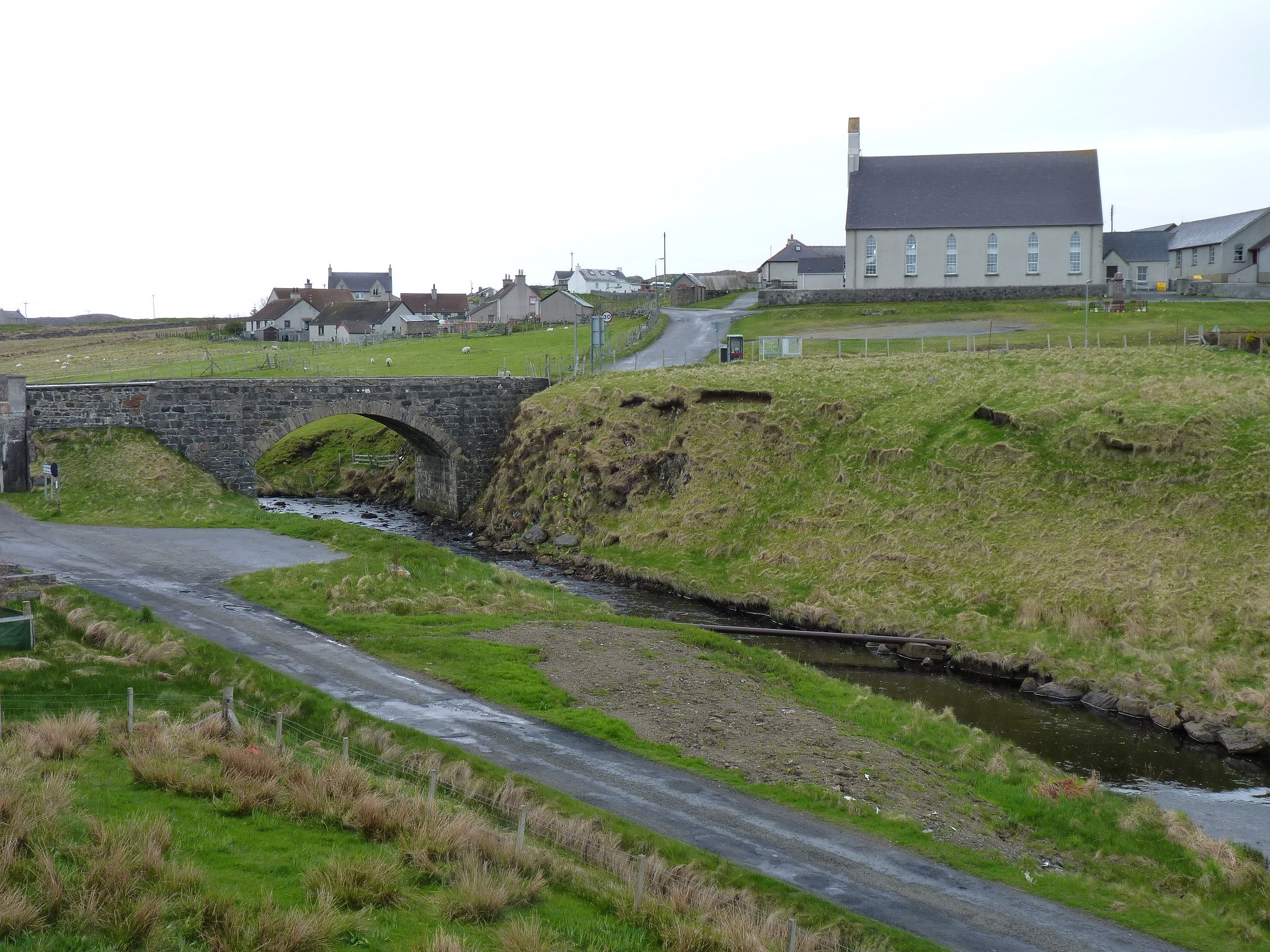
Carloway Free Church

Die Carloway Free Church ist ein Kirchengebäude der Nachfolgeorganisation der presbyterianischen United Free Church of Scotland in der Ortschaft Carloway auf der schottischen Hebrideninsel Lewis and Harris. 1993 wurde das Gebäude in die schottischen Denkmallisten in der Kategorie B aufgenommen.

## Beschreibung
Die Carloway Free Church wurde im Jahre 1884 für die Free Church of Scotland errichtet. Sie befindet sich abseits der A858 im Zentrum von Carloway nahe der 1912 errichteten Brücke der Pentland Road über den Carloway River, eine durch Lord Pentland geplante Eisenbahnstrecke zwischen Stornoway und dem Schiffsanleger von Carloway, die jedoch nie vollständig realisiert wurde.
Die längliche Saalkirche ist schlicht neogotisch mit Spitzbogenfenstern ausgeführt. Das Hauptportal ist zentral in die nordwestexponierte Hauptfassade eingelassen; darüber ein Spitzbogenfenster mit schlichtem hölzernen Maßwerk und ein giebelständiger Dachreiter mit offenem Geläut. Die Seitenfassaden sind sechs Achsen weit. Die Fassaden der Carloway Free Church sind mit Harl verputzt. Das abschließende Satteldach ist schiefergedeckt.